# Vis Pesaro 1898 2000-2001
Questa pagina raccoglie le informazioni riguardanti la Vis Pesaro 1898 nelle competizioni ufficiali della stagione 2000-2001.

## Stagione
Nella stagione 2000-2001 la Vis Pesaro disputa il girone B del campionato di Serie C1, con 39 punti ottiene il dodicesimo posto finale. Allenata da Daniele Arrigoni raccoglie 22 punti nel girone di andata e 17 punti nel girone di ritorno, chiuso a 39 punti con gli stessi punti di Benevento e Lodigiani, i romani messi peggio negli scontri diretti sono stati costretti a disputare e vincere il Play-out contro l'Atletico Catania. Il campionato ha promosso diretto il Palermo in Serie B, mentre la seconda promossa, che ha vinto i Play-off è stata il Messina. Mentre nella Coppa Italia di Serie C la Vis Pesaro ha vinto il girone G di qualificazione a punteggio pieno, vincendo tutte quattro le partite giocate, superando San Marino, Russi, Rimini e Faenza, poi nei sedicesimi di finale è stata estromessa dal torneo dal Modena, che si è imposto in entrambe le gare.

## Rosa
| N. |                    | Ruolo | Calciatore          |
| -- | ------------------ | ----- | ------------------- |
|    | Italia (bandiera)  | D     | Paolo Antonioli     |
|    | Italia (bandiera)  | C     | Antonio Criniti     |
|    | Italia (bandiera)  | C     | David D'Antoni      |
|    | Italia (bandiera)  | C     | Gianluca De Angelis |
|    | Italia (bandiera)  | P     | Roberto De Juliis   |
|    | Italia (bandiera)  | D     | Andrea Del Bianco   |
|    | Italia (bandiera)  | C     | Francesco Esposito  |
|    | Italia (bandiera)  | A     | Thomas Fradelloni   |
|    | Italia (bandiera)  | A     | Manolo Gennari      |
|    | Italia (bandiera)  | D     | Michele Ischia      |
|    | Francia (bandiera) | C     | Moustapha Keita     |
|    | Italia (bandiera)  | C     | Marco Marchetti     |
|    | Italia (bandiera)  | D     | Claudio Maretti     |
|    | Italia (bandiera)  | D     | Maurizio Marin      |

| N. |                   | Ruolo | Calciatore         |
| -- | ----------------- | ----- | ------------------ |
|    | Italia (bandiera) | A     | Umberto Marino     |
|    | Italia (bandiera) | A     | Marco Martini      |
|    | Italia (bandiera) | A     | Mattia Mastrolilli |
|    | Italia (bandiera) | D     | Marco Menghi       |
|    | Italia (bandiera) | A     | Armando Ortoli     |
|    | Italia (bandiera) | A     | Gianluca Pittaluga |
|    | Italia (bandiera) | C     | Roberto Ricca      |
|    | Italia (bandiera) | C     | Maurizio Rinino    |
|    | Italia (bandiera) | C     | Morris Manolo Ripa |
|    | Italia (bandiera) | D     | Dario Rossi        |
|    | Italia (bandiera) | C     | Gianluca Segarelli |
|    | Italia (bandiera) | D     | Mattia Serafini    |
|    | Italia (bandiera) | P     | Anthony Veri'      |
|    | Italia (bandiera) | D     | Roberto Vezzosi    |

## Risultati

### Campionato

#### Girone di andata
| Pesaro 3 settembre 2000 1ª giornata | Vis Pesaro        | 0 – 0 | Catania | Stadio Tonino Benelli\| Arbitro: \| Belloli (Bergamo) \| |
| Arbitro:                            | Belloli (Bergamo) |       |         |                                                          |

| Arbitro: | Girardi (San Donà di Piave) |

|                   |           |                    |
| Torino 24’ (rig.) | Marcatori | 56’ (rig.) M. Ripa |

| Arbitro: | Carlucci (Molfetta) |

|  |           |                |
|  | Marcatori | 48’ Maggiolini |

| Ascoli Piceno 24 settembre 2000 4ª giornata | Ascoli         | 0 – 0 | Vis Pesaro | Stadio Cino e Lillo Del Duca\| Arbitro: \| Zenere (Schio) \| |
| Arbitro:                                    | Zenere (Schio) |       |            |                                                              |

| Arbitro: | Tonolini (Milano) |

|  |           |                    |
|  | Marcatori | 55’ (rig.) M. Ripa |

| Arbitro: | Rubino (Salerno) |

|  |           |                                     |
|  | Marcatori | 25’ Confalone 69’ (rig.) D. Moretti |

| Arbitro: | Amato (Castellammare di Stabia) |

|                 |           |  |
| L. D'Angelo 10’ | Marcatori |  |

| Arbitro: | Zenere (Schio) |

|                                             |           |               |
| M. Ripa 8’ (rig.), 17’ (rig.) Pittaluga 75’ | Marcatori | 14’ Bonfiglio |

| Arbitro: | Rossi (Rimini) |

|                |           |  |
| Pilleddu 90+3’ | Marcatori |  |

| Arbitro: | Bergonzi (Genova) |

|                                            |           |             |
| Gennari 42’ M. Ripa 47’ (rig.) Martini 54’ | Marcatori | 43’ Carfora |

| Pesaro 19 novembre 2000 11ª giornata | Vis Pesaro    | 0 – 0 | L’Aquila | Stadio Tonino Benelli\| Arbitro: \| Ciampi (Pisa) \| |
| Arbitro:                             | Ciampi (Pisa) |       |          |                                                      |

| Arbitro: | Ambrosino (Torre del Greco) |

|                           |           |  |
| Lemme 30’ L. Bonfanti 33’ | Marcatori |  |

| Arbitro: | Sacco (Civitavecchia) |

|                         |           |                    |
| Gennari 8’ D'Antoni 83’ | Marcatori | 46’, 90+4’ Mascara |

| Catania 10 dicembre 2000 14ª giornata | Atletico Catania | 0 – 0 | Vis Pesaro | Stadio Cibali\| Arbitro: \| Romeo (Verona) \| |
| Arbitro:                              | Romeo (Verona)   |       |            |                                               |

| Arbitro: | Zambon (Padova) |

|                           |           |                   |
| Pittaluga 16’ Gennari 59’ | Marcatori | 55’ S. De Angelis |

| Roma 23 dicembre 2000 16ª giornata | Lodigiani           | 0 – 0 | Vis Pesaro | Stadio Flaminio\| Arbitro: \| Giachero (Pinerolo) \| |
| Arbitro:                           | Giachero (Pinerolo) |       |            |                                                      |

| Arbitro: | Giannoccaro (Lecce) |

|                               |           |  |
| Gennari 66’, 83’ D'Antoni 70’ | Marcatori |  |

#### Girone di ritorno
| Arbitro: | Semeraro (Taranto) |

|                         |           |                   |
| Cicconi 14’ Criniti 29’ | Marcatori | 85’ G. De Angelis |

| Pesaro 21 gennaio 2001 19ª giornata | Vis Pesaro                  | 0 – 0 | Messina | Stadio Tonino Benelli\| Arbitro: \| Ambrosino (Torre del Greco) \| |
| Arbitro:                            | Ambrosino (Torre del Greco) |       |         |                                                                    |

| Arbitro: | Ardito (Bari) |

|               |           |  |
| Elia 31’, 76’ | Marcatori |  |

| Arbitro: | Bergonzi (Genova) |

|                   |           |             |
| G. De Angelis 54’ | Marcatori | 72’ Fontana |

| Pesaro 11 febbraio 2001 22ª giornata | Vis Pesaro      | 0 – 0 | Viterbese | Stadio Tonino Benelli\| Arbitro: \| Bianchi (Lucca) \| |
| Arbitro:                             | Bianchi (Lucca) |       |           |                                                        |

| Arbitro: | Giachero (Pinerolo) |

|               |           |            |
| Noselli 90+3’ | Marcatori | 62’ Rinino |

| Arbitro: | Cannella (Palermo) |

|  |           |                     |
|  | Marcatori | 34’ (rig.) Califano |

| Arbitro: | Tonolini (Milano) |

|                      |           |  |
| Bonfiglio 82’ (rig.) | Marcatori |  |

| Arbitro: | Ferraro (Crotone) |

|                 |           |  |
| F. Esposito 58’ | Marcatori |  |

| Arbitro: | Girardi (San Donà di Piave) |

|  |           |            |
|  | Marcatori | 82’ Rinino |

| Arbitro: | Niccolai (Livorno) |

|  |           |                           |
|  | Marcatori | 21’ U. Marino 34’ Gennari |

| Arbitro: | Torella (Roma) |

|                        |           |  |
| M. Ripa 41’ Ortoli 59’ | Marcatori |  |

| Arbitro: | Palanca (Roma) |

|                                 |           |             |
| Costantino 20’ V. Silvestri 71’ | Marcatori | 84’ Maretti |

| Arbitro: | Banti (Livorno) |

|  |           |                  |
|  | Marcatori | 31’, 69’ M. Sala |

| Arbitro: | Giordano (Caltanissetta) |

|                                         |           |                   |
| L. Amoruso 15’ Panetto 18’ Langella 82’ | Marcatori | 29’ (rig.) Ortoli |

| Pesaro 6 maggio 2001 33ª giornata | Vis Pesaro          | 0 – 0 | Lodigiani | Stadio Tonino Benelli\| Arbitro: \| Benedetti (Vicenza) \| |
| Arbitro:                          | Benedetti (Vicenza) |       |           |                                                            |

| Arbitro: | Squillace (Catanzaro) |

|             |           |  |
| Federici 3’ | Marcatori |  |

### Coppa Italia di Serie C

#### Girone G
| Arbitro: | Nicoletti (Macerata) |

|                                       |           |  |
| Criniti 26’ Martini 90’ Gennari 90+3’ | Marcatori |  |

| 20 agosto 2000 2ª giornata |  | – Turno di riposo Vis Pesaro |  |  |

| Arbitro: | Brighi (Cesena) |

|                                |           |  |
| Martini 65’ M. Ripa 85’ (rig.) | Marcatori |  |

| Arbitro: | Cenni (Imola) |

|                      |           |                                        |
| Neri 8’ Civolani 63’ | Marcatori | 42’ Del Bianco 62’, 79’ (rig.) Criniti |

| Arbitro: | Rizzoli (Bologna) |

|               |           |                                   |
| Lasi 11’, 57’ | Marcatori | 14’, 26’ Gennari 19’, 23’ Martini |

#### Sedicesimi di finale
| Arbitro: | Benedetti (Vicenza) |

|                                                           |           |                                  |
| Califano 22’, 45+1’ (rig.) Fabbrini 62’, 79’ Balestri 64’ | Marcatori | 11’, 76’ Segarelli 36’ Pittaluga |

| Arbitro: | Romeo (Verona) |

|  |           |              |
|  | Marcatori | 80’ Veronese |